# Auerstädti csata
A auerstedti csata vagy más néven jéna-auerstedti ütközet (régebbi forrásokban jéna-auerstädti ütközet) (1806. október 14.) katonai összecsapás a francia-itáliai és porosz-szász csapatok között.

## Előzmények
A csata egyidőben zajlott a jénai csatával. Davout marsall csapatai türingiai Auerstedt mellett ütköztek meg a porosz fősereggel.

## A csata
Október 14-én a Károly Vilmos Ferdinánd braunschweigi herceg vezette porosz fősereg – amely létszámfölényben volt – megtámadta Davout parancsnoksága alatt álló 26 000 fős seregét. A herceg azonban a nagy létszámfölényben lévő csapat erejét rögtönzött rohamokkal forgácsolta szét, ezzel lehetőséget biztosított Davout-nak, hogy hat órán át kitartson. Amikor a herceg halálos sebet kapott, III. Frigyes Vilmos vette át a parancsnokságot. A porosz támadás a jénai francia győzelem hírére megtorpant, mire a francia tüzérség sortűze végigsöpört az ellenséges vonalakon, és délután négy órára a porosz hadsereg felbomlott.

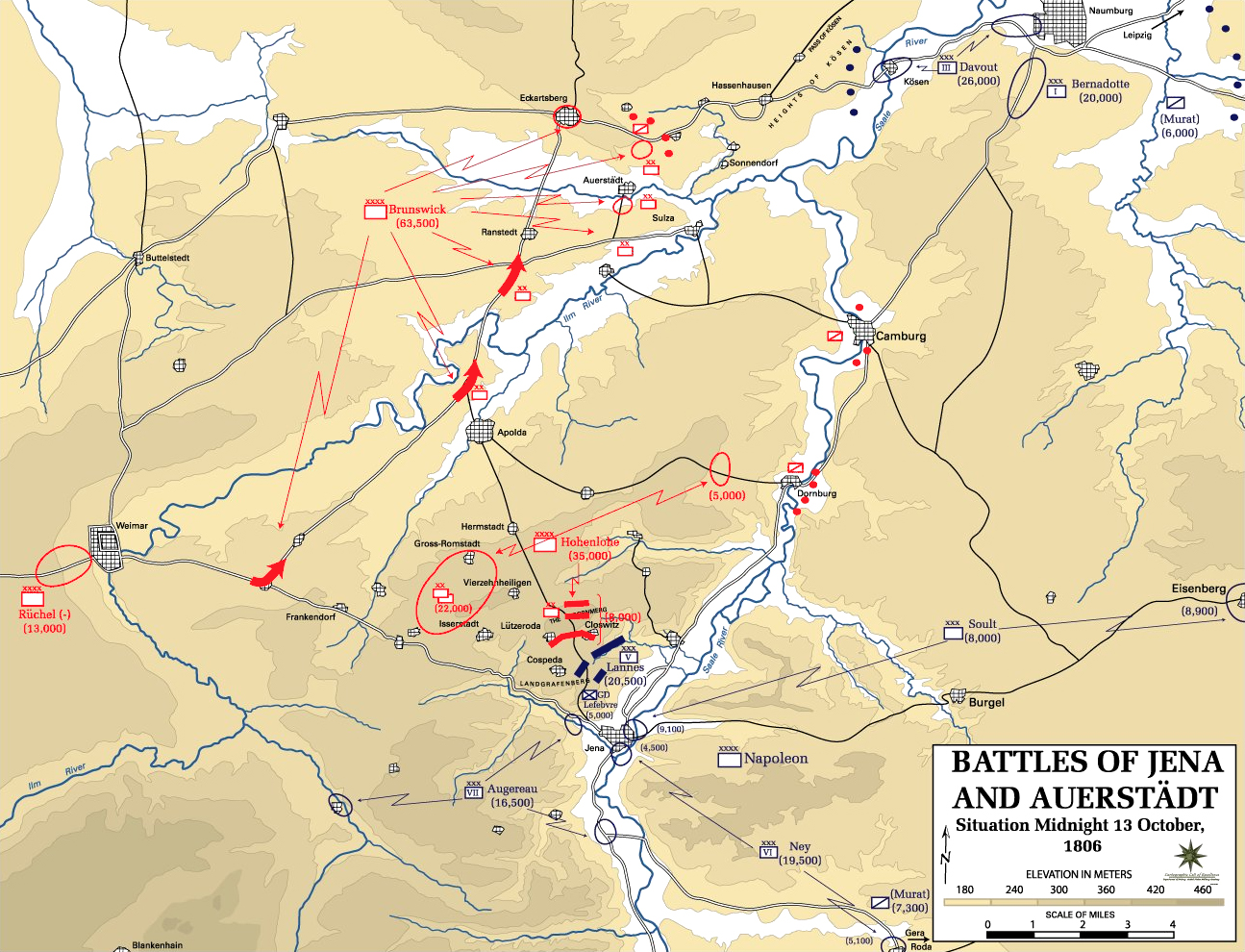
A csapatok elhelyezkedése 1813. október 13-án Jéna és Auerstädt térségében
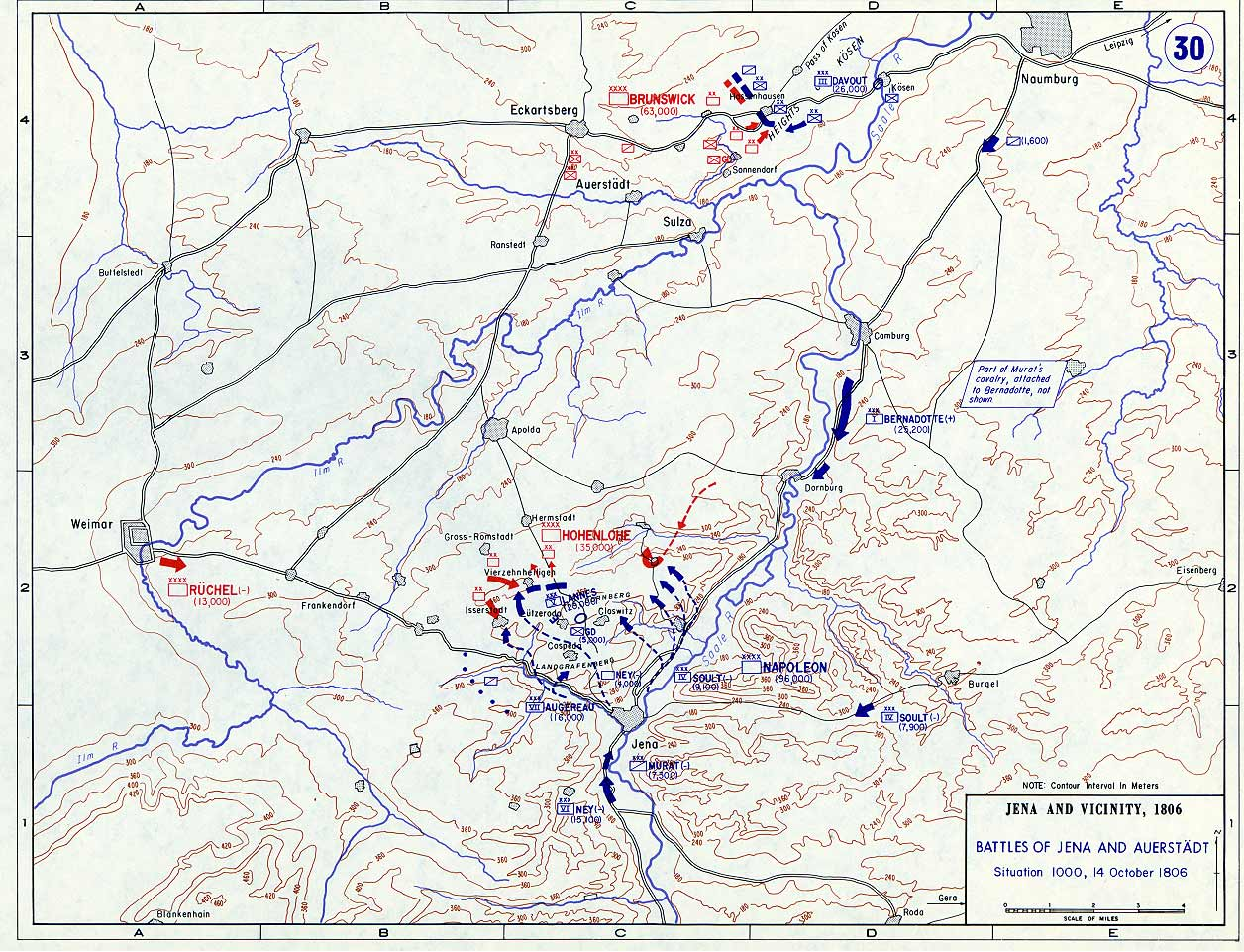
Hadi helyzet október 14-én 10:00-kor
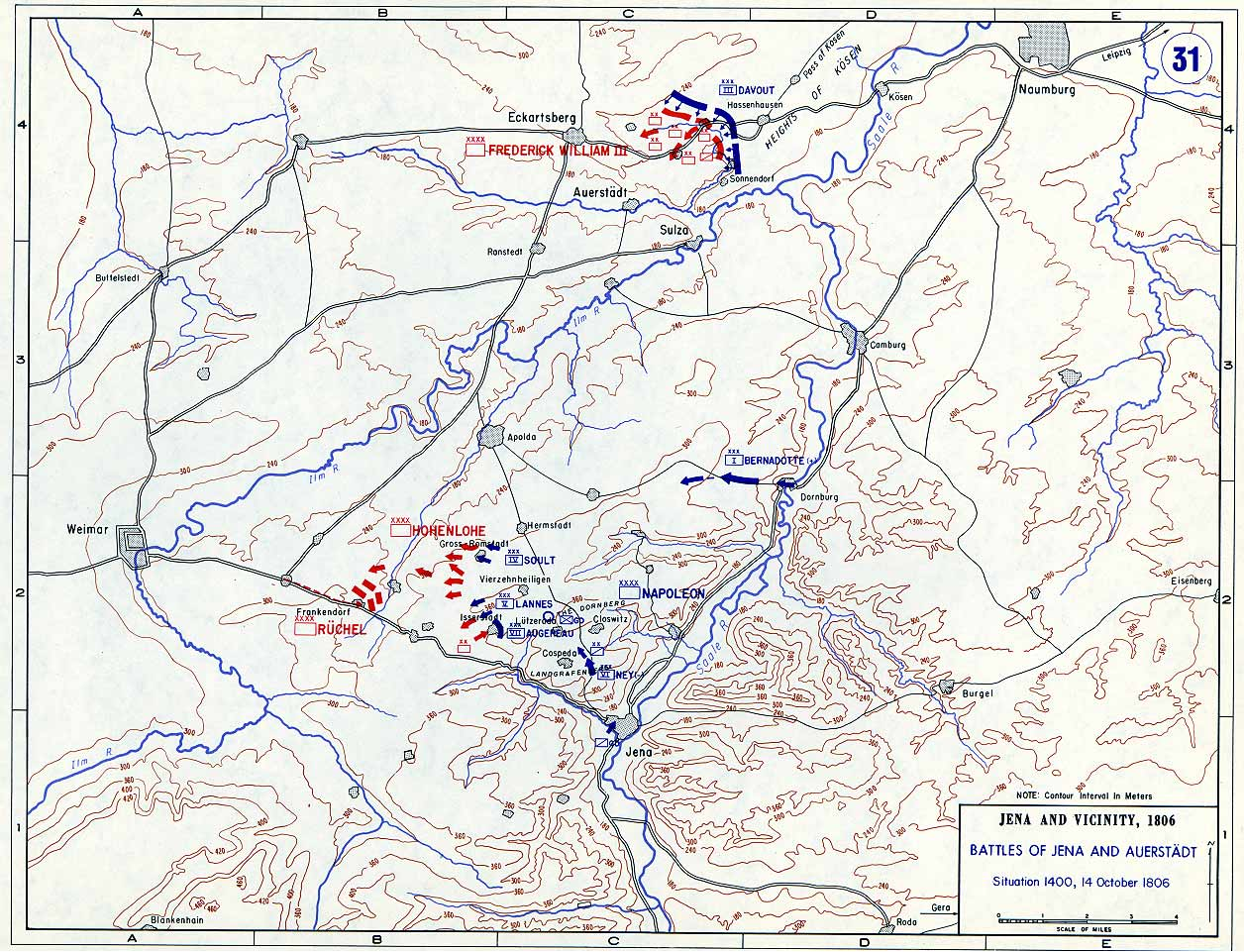
Hadi helyzet október 14-én 14:00-kor

## Eredményei
Rendkívüli sikeréért Davout marsall később az Auerstädt hercege címet kapta. Győzelme hozzájárult Poroszország meghódításához. 